# Pompaples
Pompaples é uma comuna da Suíça, situada no distrito de Morges, no cantão de Vaud. Tem 4,44 km² de área e sua população em 2018 foi estimada em 847 habitantes.